# Loxsomataceae
Loxsomataceae, alternativně též Loxomataceae, je čeleď kapradin z řádu cyateotvaré. Jsou to pozemní kapradiny s několikanásobně zpeřenými listy. Čeleď zahrnuje pouze 2 druhy ve 2 rodech. Jeden druh se vyskytuje ve Střední a Jižní Americe, druhý na Novém Zélandu.

## Popis
Zástupci čeledi Loxsomataceae jsou pozemní kapradiny s dlouze plazivým oddenkem pokrytým hojnými, lesklými, tmavými chlupy. Cévní svazky jsou typu solenostélé. Listy jsou stejnotvaré, 2x až 3x zpeřené. Čepel listů je lehce kožovitá, na líci lysá, na rubu lysá nebo chlupatá. Žilnatina je tvořena volnými, vidličnatě větvenými žilkami. Výtrusné kupky jsou marginální, jednotlivé na koncích žilek, kryté ostěrou a uložené na prodlouženém lůžku. Výtrusy jsou kulovitě čtyřstěnné, triletní, s řídce bradavčitým povrchem.

## Rozšíření
Čeleď zahrnuje 2 monotypické rody. Druh Loxsoma cunninghamii je endemit Nového Zélandu, kde roste pouze v severní části Severního ostrova. Loxsomopsis pearcei se vyskytuje v Kostarice a v jihoamerických Andách od Kolumbie po Bolívii a Peru.

## Název
Název Loxsoma je složen z řeckých slov λοξός (loxos – šikmý) a σώμα (soma – tělo) a je připisován Robertu Brownovi.
Při publikaci tohoto rodového jména Allanem Cunninghamem v roce 1837 došlo k tiskové chybě a bylo publikováno jako Loxoma. O rok později publikoval William Jackson Hooker korekci na základě Cunninghamovy písemné zmínky, že zde došlo k tiskové chybě. Tato korekce nebyla některými taxonomy přijata a lze se proto setkat s názvem čeledi Loxomataceae (např. ). V roce 2009 byla podána žádost o konzervaci správného tvaru a rodový název Loxsoma byl v tomto tvaru zařazen mezi nomina conservanda.

## Taxonomie
Podle výsledků fylogenetických studií je čeleď Loxsomataceae nejblíže příbuzná čeledím Plagiogyriaceae, Culcitaceae a Thyrsopteridaceae.
V minulosti bylo rozlišováno z různých částí areálu několik různých druhů rodu Loxsomopsis, v současné taxonomii je vesměs uznáván jediný druh, Loxsomopsis percei.

## Prehistorie
Zástupci řazení do čeledi Loxsomataceae pocházejí již z období jury a křídy. Jejich fosílie jsou pod názvem Loxsomopteris a Solenostelopteris nacházeny zejména v Severní Americe, Indii a Japonsku.